# Hiéroglyphe égyptien O18
Pour les articles homonymes, voir Naos (homonymie).
Le naos, en hiéroglyphes égyptiens, est classifié dans la section O « Bâtiments, parties de bâtiments etc. » de la liste de Gardiner ; il y est noté O18.

## Représentation
Il représente un naos. Il est translittéré kȝr.

## Utilisation
| kA · r | O18 | / | O18 |

| kA · r | O18 | / | O18 |

| kA · r | i | O18 |

| kA · r | i | O18 |